# 水商売をやめてくれないか
「水商売をやめてくれないか」（みずしょうばいをやめてくれないか）は、ゴールデンボンバーの17枚目のシングル。2016年4月27日にスクーデリア・ユークリッド（Zany Zapレーベル）より発売された。

## 解説
約1年8ヶ月ぶりとなるシングル作品。
本作は、CDとオリジナルVRビューワとコンテンツ視聴用QRコードが付属となっている初回生産限定盤とCDのみの通常盤の2種類となっている。なお、VRコンテンツには、「2016年3月15日 豊洲PIT (ゴールデンボンバー喜矢武豊 ハッピーバースデーパーティー)」で披露された「ワンマン不安」「水商売をやめてくれないか」「†ザ・V系っぽい曲†」「女々しくて」が配信されている。
表題曲の歌詞は水商売で働く彼女に嫉妬する男性の心情を描いている。なお、2016年4月29日に放送されたテレビ朝日系『ミュージックステーション』に出演した際に鬼龍院は『普通はもうちょっとかっこよく包んで描くんですけど、嫉妬心を剥き出しで書きました』と述べている。また、MVには「水商売で働く彼女」役として「また君に番号を聞けなかった」や「いいひと」でも出演していた乃下未帆が出演している。
カップリング曲の「GLORY LOVE (茶番)」は、鬼龍院本人のアカウント（YouTube、ニコニコ動画）より配信された動画にて使用された楽曲で、コント仕立てになっており、動画内に登場するプロデューサーは彼らのマネージャーが演じている。尚、M2.「GLORY LOVE (完全版)」は、M3.よりコント要素を除いたテイクが収録された。
鬼龍院曰く、自身が読んだ漫画「GLAY物語」に影響されて作った曲とのこと。

## チャート成績
2016年5月9日付のオリコン週間ランキングで、初週3.5万枚を売り上げて、初登場4位を記録した。自身のシングルで、トップ5入りは、2010年10月に発売した「また君に番号を聞けなかった」から8作連続となる。

## 収録曲
| 全作詞・作曲: 鬼龍院翔、全編曲: 鬼龍院翔、tatsuo。 |                                                     |          |            |      |
| #                                                  | タイトル                                            | 作詞     | 作曲・編曲 | 時間 |
| 1.                                                 | 「水商売をやめてくれないか」                        | 鬼龍院翔 | 鬼龍院翔   | 4:16 |
| 2.                                                 | 「GLORY LOVE (完全版)」                             | 鬼龍院翔 | 鬼龍院翔   | 5:34 |
| 3.                                                 | 「GLORY LOVE (茶版)」                               | 鬼龍院翔 | 鬼龍院翔   | 5:35 |
| 4.                                                 | 「同じ日記」                                        | 鬼龍院翔 | 鬼龍院翔   | 3:50 |
| 5.                                                 | 「水商売をやめてくれないか (オリジナル・カラオケ)」 | 鬼龍院翔 | 鬼龍院翔   | 4:15 |
| 6.                                                 | 「GLORY LOVE (オリジナル・カラオケ)」               | 鬼龍院翔 | 鬼龍院翔   | 5:34 |
| 7.                                                 | 「同じ日記 (オリジナル・カラオケ)」                 | 鬼龍院翔 | 鬼龍院翔   | 3:49 |